# Вальдбрёльбах
Вальдбрёльбах (нем. Waldbrölbach) — река в Германии, протекает по земле Северный Рейн-Вестфалия. Левый приток реки Брёль.
Берёт начало в черте города Вальдбрёль. Течёт на запад. По долине реки проходит федеральная автодорога 478. Впадает в Брёль у деревни Брёлек. Площадь бассейна реки составляет 63,504 км². Общая длина реки 20,4 км. Высота истока 370 м. Высота устья 124 м.
Речной индекс 27266. 